# Estación de Parque Lisboa
Parque Lisboa es una estación de la línea 12 del Metro de Madrid situada bajo la avenida de Leganés, en el barrio homónimo de Alcorcón. Se abrió al público el 11 de abril de 2003, junto con el resto de la línea.

## Accesos
Vestíbulo Parque Lisboa
- Avenida de Leganés Avda. de Leganés, 20 (esquina C/ Porto Lagos, 20)
- Ascensor Avda. de Leganés, 20 (esquina C/ Porto Lagos, 20)

## Líneas y conexiones

### Metro
| << cabecera | < estación     | línea | estación >       | cabecera >> |
| ----------- | -------------- | ----- | ---------------- | ----------- |
| circular    | Puerta del Sur |       | Alcorcón Central | circular    |

### Autobuses
| Diurnos   |                                                |                                                                                     |                           |
| Línea     | Destino                                        | Parada                                                                              | Operador                  |
| 450       | Getafe - Leganés                               | 08507 Av. Leganés-Est. Parque Lisboa (N.º 10) (sentido Avenida Alcalde José Aranda) | Avanza Movilidad Integral |
| 560       | Alcorcón                                       | 08507 Av. Leganés-Est. Parque Lisboa (N.º 10) (sentido Avenida Alcalde José Aranda) | Avanza Movilidad Integral |
| 450       | Alcorcón                                       | 08508 Av. Leganés-Est. Parque Lisboa (N.º 10) (sentido Avenida de Lisboa)           | Avanza Movilidad Integral |
| 560       | Pozuelo de Alarcón                             | 08508 Av. Leganés-Est. Parque Lisboa (N.º 10) (sentido Avenida de Lisboa)           | Avanza Movilidad Integral |
| Nocturnos |                                                |                                                                                     |                           |
| Línea     | Destino                                        | Parada                                                                              | Operador                  |
| N502      | Alcorcón (Estación FFCC) Madrid (Príncipe Pío) | 08507 Av. Leganés-Est. Parque Lisboa (N.º 10) (sentido Avenida Alcalde José Aranda) | Arriva Madrid             |